# 馬克斯·弗林
馬克斯·弗林（英語：Max Flynn，1998年4月17日—），英格蘭男子羽毛球運動員。

## 簡歷
2017年4月，馬克斯·弗林與卡勒姆·亨明合作出戰歐洲青年羽毛球錦標賽男子雙打項目，在決賽中以0比2的成績（17-21、13-21）不敵法國的汤姆·吉凯尔/小托馬·波波夫組合，屈居亞軍。

## 主要比賽成績
只列出曾進入準決賽的國際賽事成績：
| 年份   | 賽事                 | 公開賽級別 | 項目     | 拍檔            | 成績   |
| ------ | -------------------- | ---------- | -------- | --------------- | ------ |
| 2016年 | 保加利亞羽毛球國際賽 | 未來系列賽 | 混合雙打 | 謝沂逾          | 準決賽 |
| 2017年 | 冰島羽毛球國際賽     | 國際系列賽 | 男子雙打 | 大卫·琼斯       | 準決賽 |
| 2017年 | 歐洲青年羽毛球錦標賽 | 其他       | 混合團體 | －              | 季軍   |
| 2017年 | 歐洲青年羽毛球錦標賽 | 其他       | 男子雙打 | 卡勒姆·亨明     | 亞軍   |
| 2017年 | 保加利亞羽毛球公開賽 | 國際系列賽 | 男子雙打 | 利奥·罗西       | 準決賽 |
| 2018年 | 愛沙尼亞羽毛球國際賽 | 國際系列賽 | 男子雙打 | 格雷戈里·梅尔斯 | 準決賽 |
| 2018年 | 波蘭羽毛球國際賽     | 國際系列賽 | 男子雙打 | 卡勒姆·亨明     | 準決賽 |
| 2018年 | 威爾斯羽毛球國際賽   | 國際系列賽 | 男子雙打 | 卡勒姆·亨明     | 冠軍   |
| 2018年 | 威爾斯羽毛球國際賽   | 國際系列賽 | 混合雙打 | 莫瓦·舍         | 亞軍   |
| 2019年 | 保加利亞羽毛球公開賽 | 國際系列賽 | 混合雙打 | 傑西卡·霍普頓   | 準決賽 |
| 2019年 | 白俄羅斯羽毛球國際賽 | 國際系列賽 | 男子雙打 | 马修·克莱尔     | 亞軍   |

| 2007-2017年 | 首要超級賽 | 超級賽 | 黃金大獎賽 | 大獎賽 | 國際挑戰賽 | 國際系列賽 | 未來系列賽 | 其他 |

| 2018-2026年 | 總決賽 | 超級1000賽 | 超級750賽 | 超級500賽 | 超級300賽 | 超級100賽 | 國際挑戰賽 | 國際系列賽 | 未來系列賽 | 其他 |